# Kornelia Plewińska
Kornelia Plewińska z domu Chrzanowska (ur. 22 grudnia 1898 w Łodzi, zm. 24 grudnia 1983) – polska włókniarka, posłanka na Sejm PRL Sejm PRL I kadencji. Przodownica pracy.

## Życiorys
W okresie rządów Sanacji organizowała Kasę Samopomocy w warsztacie pracy. W 1952 obchodziła jubileusz 29 lat pracy w Zakładach Przemysłu Bawełnianego im. Stanisława Kunickiego w Łodzi. Po zakończeniu II wojny światowej organizowała w zakładzie pracy ruch współzawodnictwa. W 1946 wstąpiła do Polskiej Partii Robotniczej, a w 1948 do Polskiej Zjednoczonej Partii Robotniczej. W 1951 została delegatką miasta Łodzi w obchodach Święta 1 maja w Moskwie. W 1952 pracowała na stanowisku mistrza przewijalni.
W 1952 została posłanką na Sejm PRL I kadencji z okręgu Łódź, w trakcie pracy w parlamencie zasiadała w Komisji Obrotu Towarowego.
Odznaczona Srebrnym Krzyżem Zasługi (1949) oraz Medalem 10-lecia Polski Ludowej (1955).
Pochowana na cmentarzu Doły w Łodzi (I/4/26).